# サンディニスタ民族解放戦線
サンディニスタ民族解放戦線（サンディニスタみんぞくかいほうせんせん、西: Frente Sandinista de Liberación Nacional、FSLN）は、ニカラグアで発生した左翼政治運動、後に政党となった。
党名は、1927年から1933年までアメリカ合衆国の侵略に対抗し闘ったアウグスト・セサル・サンディーノに因むもので、活動はサンディニスモ（サンディーノ主義）、活動家（党員）はサンディニスタ（サンディーノ主義者）と呼ばれる。

## 概要

### 創設
1961年にキューバ革命の影響を受けトマス・ボルヘ（後にサンディニスタ政権の内務大臣）、カルロス・フォセンカ（1976年に戦死）らによって創設。1963年にソモサ独裁政権に対する武装闘争を開始。1972年のニカラグア大地震のあと勢力を拡大する。1974年にはモンチエル外相ら30人以上を人質として政治犯を釈放させることに成功した。
一方、内部ではプロレタリア潮流派・持久人民戦線派・第三者派に三分裂する。しかし、1978年、穏健保守的な反政府指導者のペドロ・ホアキン・チャモロがソモサ政権に暗殺されたことを契機として勢力が急伸長し、それに伴い分派の対立もほぼ解消される。
1978年8月22日、マナグア国家宮殿を占拠し、政治家から一般人まで1500人を人質にする事件を起こす。占拠時に首謀者らがサンディニスタを名乗ると、人質の中から拍手が起こり握手攻めに遭うなど国民からの支持が着実に広がっていることが裏付けられた。

### 革命成功
1979年6月には、大規模な軍事攻勢を開始し、同年7月にはニカラグア革命を成功させる。第三者派のダニエル・オルテガが国家再建会議議長に就任（後、1985年にニカラグアの大統領に当選する）。左翼政権の為ソビエト連邦を中心とする共産圏と関係が深く、特に手本となったキューバとは関係が緊密であった。
しかし、革命成功以降、分派対立は再燃し、またサンディニスタ政権は、ニカラグアの第二のキューバ化を恐れたアメリカ合衆国のレーガン政権から絶え間なく敵視・干渉政策にさらされた。国内ではアメリカの軍事援助によってソモサ派の残党を中心とし、サンディニスタから分裂・下野した勢力なども加わった右派ゲリラ「コントラ」が結成され、サンディニスタ政権とニカラグア内戦が続いた。

### ダントー作戦
1988年3月にサンディニスタ政権はコントラ反乱軍が鉱山町ボナンザからホンジュラスの国境近く一帯で、コントラの基地があるホンジュラスから武器など供給活動などしているとしてコントラへの大規模な攻撃作戦（ダントー作戦）を始めようとしていた。この攻撃でコントラは1,000人以上の死亡、負傷者を出した。サンディニスタ軍による、ホンジュラス領土内の侵攻の脅威があった為、アメリカ合衆国大統領ロナルド・レーガンは対抗してサンディニスタ軍からホンジュラスの国境を守る為とし、黄金のキジ作戦（Operation Golden Pheasant）と命名した、アメリカ陸軍の3,000人以上の部隊をホンジュラスに送り、ホンジュラス軍との合同訓練演習を開始した。アメリカ軍が到着した時、サンディニスタ軍は国境からの撤退がなされ、すぐに停戦が交渉された。

### 低迷から政権復帰へ
ソビエト連邦の崩壊やコントラとの内戦長期化や経済制裁による生活窮乏化に民衆は耐えられず、11年続いた革命政権は1990年の総選挙で敗北し下野した。その後1995年にサンディニスタ革新運動が分裂するなど、党内対立が続いているが、依然として国会の第2党の勢力を維持。さらに2006年11月5日に行われた大統領選挙では政策を穏健化させたダニエル・オルテガが大統領に当選・復帰し、2007年1月10日に就任した。また同時に行われた国会選挙でも全92議席中38議席を獲得し、第1党に復帰した。2011年11月に行われた大統領選挙でもオルテガが再選を果たし、同時実施の国会議員選挙でも全体の三分の二を制して圧勝したことで引き続き政権与党と議会第1党の座を維持した。
なお80年代以来、その武闘派イメージにもかかわらず欧州型中道左派政党を主力とする社会主義インターナショナルの加盟政党でもあったが、2019年1月30日に「反体制派への過剰な弾圧を行い、政府による人権と民主的価値観への侵害」という理由で除名された。

## シンボル
サンディニスタの旗は上部が赤、下部が黒に仕切られ、中心に白く「FSLN｣の文字が入っている。原型は1930年代の闘争で使用された旗で、左右に黒と赤に仕切られ、黒い側に髑髏を描いたものだった。これはサンディーノがメキシコにいた際に無政府主義者によって使用されていた旗を基にしていた。

## 思想
FSLNはサンディーノから大きな影響を受けていたが、その思想は「革命」を目指すなどの共産主義的な要素が付け足されており、サンディーノの思想がそのまま継承されたわけではない。内部では戦略などをめぐって3つの派閥が存在した。
- 持久人民戦争派

　農村部を基盤とした、国民の大部分を占める農民による長期的な闘争を主張した。
- プロレタリア潮流派

　古典的なマルクス主義の理論を標榜し、都市部の労働者を中心とする闘争を主張した。
- 第三の道派

オルテガをはじめとする勢力で、資本家から司祭、学生、中流階級、青年失業者、スラム街の居住者まで広範な層の人々による闘争を主張した。